# Scott Shanle
Scott Allen Shanle (Genoa, 23 novembre 1979) è un giocatore di football americano, di nazionalità statunitense, che gioca nel ruolo di outside linebacker nella National Football League (NFL). Fu scelto nel corso del settimo giro (251º assoluto) del Draft NFL 2003 dai St. Louis Rams. Al college ha giocato a football all'Università del Nebraska.

## Carriera professionistica

### St. Louis Rams
Shanle fu scelto nel corso del settimo giro del Draft 2003 dai Rams. Il suo debutto da professionista avvenne il 7 settembre 2003 contro i New York Giants. Nel suo unico anno trascorso nel Missouri, egli giocò in sei partite come membro degli special team. Il 9 dicembre 2003 fu tagliato dai Rams.

### Dallas Cowboys
Shanle firmò coi Dallas Cowboys il 10 dicembre 2003. Nel 2004 si classificò al quarto posto tra i giocatori dei Cowboys con 15 tackle negli special team. In seguito divenne il linebacker titolare nel lato forte e totalizzò 26 tackle nelle ultime tre gare della stagione regolare. La prima parte della stagione 2005 la giocò soprattutto nel ruolo di middle linebacker, ma dopo gli infortuni che forzarono al ritiro Dat Nguyen entro stabilmente nella formazione titolare. La sua stagione si concluse con 50 tackle (settimo nella squadra) e 1,5 sack.

### New Orleans Saints
Shanle fu scambiato da Dallas per una scelta del draft da definire durante il training camp e con la nuova franchigia disputò tutte le gare della stagione tranne una come titolare, guidando la franchigia con 97 tackle oltre a 4 sack, un fumble forzato e due passaggi deviati.
Nel 2007, Shanle disputò 14 partite come titolare, facendo registrare 68 tackle, un fumble forzato e uno recuperato. Nella stagione 2008, Scott disputò tutte le gare della stagione come titolare, terminando con 87 tackle, 2 sack e 2 passaggi deviati.
Nella stagione regolare 2009, Shanle giocò 14 partite, tutte come titolare, terminando con 69 tackle e il primato in carriera di due intercetti. I Saints iniziarono la stagione vincendo le prime 13 partite consecutive, prima di perdere le ultime tre. La possibilità di saltare il turno delle wild card si rivelò di gran beneficio per la squadra, che poté ritemprarsi dopo il difficile finale di stagione regolare. Nel division round dei playoff, i Saints superarono i Cardinals 41-14 e nella finale della NFC i Minnesota Vikings per 31-28 nei tempi supplementari.  Il 7 febbraio 2010, i Saints sconfissero i favoriti Indianapolis Colts nel Super Bowl XLIV disputato a Miami e Scott si laureò per la prima volta campione NFL. Shanle nella partita giocò come titolare e terminò con 6 tackle.
Nella stagione 2010, Scott giocò 17 partite come titolare, con 76 tackle e due passaggi deviati. I Saints campioni in carica non riuscirono a bissare il titolo dell'anno precedente, venendo eliminati nel turno delle wild card dai Seattle Seahawks.
Nell'annata 2011, Shanle disputò tutte le 16 gare stagionali, 15 delle quali come titolare, con 69 tackle, un sack e un intercetto. I Saints terminarono con un record di 13-3 vincendo la propria division. Nei playoff eliminarono i Detroit Lions prima di essere estromessi dai San Francisco 49ers nel divisional round.

## Palmarès
- Super Bowl : 1 Vincitore del Super Bowl XLIV

## Statistiche
| Partite totali      | 126 |
| Partite da titolare | 85  |
| Tackle totali       | 543 |
| Intercetti          | 3   |
| Fumble forzati      | 6   |